# Île Serafini
L'île Serafini (en italien : isola Serafini) est une île fluviale d'Italie sur le Pô dans la province de Plaisance appartenant administrativement à Monticelli d'Ongina.

## Géographie
Elle s'étend sur environ 560 m de longueur pour une largeur approximative de 158 m et se situe à la jonction entre le Pô et l'Adda entre Plaisance et Crémone. Un pont la relie au continent.
Elle accueille une centrale hydraulique.